# Hui Brothers Show

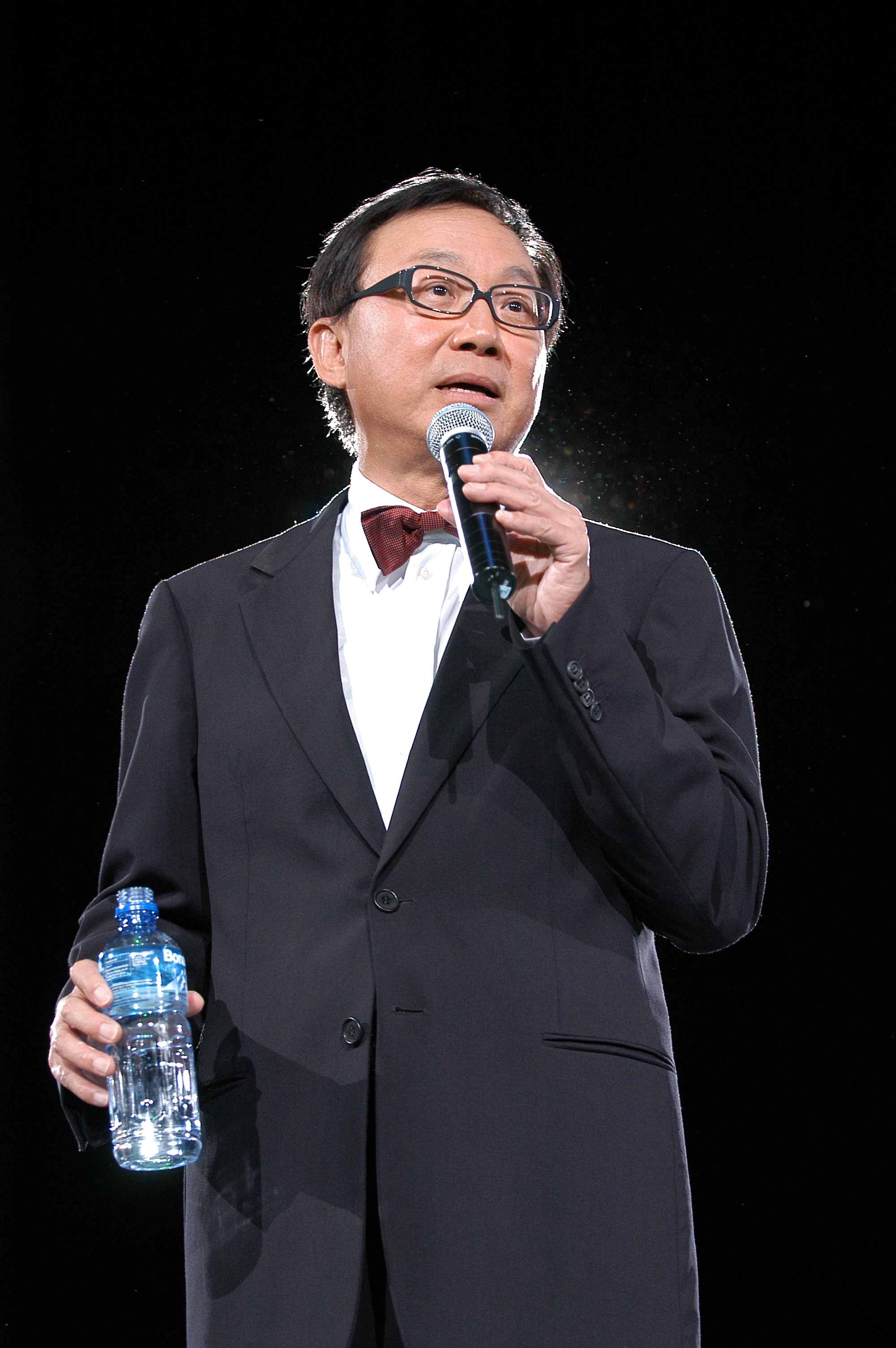
Le Hui Brothers Show marque les débuts comiques du présentateur de jeux télévisés Michael Hui qui deviendra par la suite l'une des personnalités marquantes de la comédie hongkongaise des années 1970 et 1980.

Le Hui Brothers Show (雙星報喜, Seong sing bou hei, lit. « Deux vedettes annoncent des nouvelles délicieuses ») est une émission de divertissement à sketchs hongkongaise animée par les frères Hui, Michael et Sam. Elle est diffusée de 1971 à 1973 durant 2 saisons et un total de 54 émissions sur TVB.
La première du Hui Brothers Show a lieu le 12 avril 1971 en tant que programme spécial pour célébrer Pâques et est beaucoup appréciée par les téléspectateurs. La chaîne TVB décide donc d’en faire un programme régulier et sa première saison débute 11 jours plus tard, le 23 avril, un vendredi soir. Elle se termine le 15 octobre 1971 avec un total de 27 épisodes, en comptant son premier épisode diffusé à Pâques. L'émission aborde un rythme comique soutenu. Après la fin de la première saison, le public écrit des lettres à TVB pour demander la prolongation du programme. En conséquence, il est diffusé le dimanche matin à partir de la fin 1971.
La deuxième saison débute le 14 avril 1972 et s’inspire de l’émission américaine Laugh-In, mettant en scène des sitcoms et de la pop anglophone hongkongaise (en) chantée par Sam Hui. Cette saison voit l’apparition d'une célèbre chanson cantonaise, Tie Ta Ling Yun, dont les paroles sont écrites par Michael. La saison 2 se termine le 6 octobre de la même année avec un total de 26 épisodes.
Quatre mois plus tard, le dernier épisode du Hui Brothers Show est diffusé le 3 février 1973 en tant que programme spécial pour célébrer le Nouvel An chinois.

## Vedettes invitées

### Saison 1 (1971)
- Nancy Sit
- Roy Chiao
- Patrick Tse
- Tang Pik-wan (en)
- Fung Tak-luk
- Wu Yan-yan
- Sai Gwa-Pau (en)
- Richard Ng
- Stanley Fung
- Leung Tin
- Adam Cheng
- Sylvia Lai
- Cheung Ying
- Josephine Siao
- Lydia Shum
- Maggie Li
- Fung-wong Nui
- Chu Mu
- Chow Kat
- Wong Oi-ming
- Ma Siu-ying
- Betty Chung (en)
- Yung Yuk-yee
- Law Kwok-hung
- Wong Wan-choi
- Chan Lap-pan
- Angela Mao
- Mang Lei
- Lee Sin-wan (la mère des Hui)
- Ricky Hui (le frère des Hui)

### Saison 2 (1972)
- Connie Chan
- Lee Heung-kam (en)
- Tam Ping-man
- Leung Sing-Bor (en)
- Rebecca Pan
- Tina Leung (en)
- Roman Tam (en)
- Li Han-hsiang
- Louise Lee (en)
- Benz Hui
- Lisa Lui
- Kwok Fung (en)
- Frances Yip (en)
- Chan Yau-hau
- Lai Siu-fong
- Yuen Man-lei
- Patrick Lung
- Hui Sau-ying
- Ivan Ho
- Lee Tim-sing (en)
- Leung Tin
- Leung San
- Siu San-yan
- Bonnie Wong
- Fong Ping
- To Shu-ying
- Kong Lai
- Lee To Yat-hin

### Épisode final (1973)
- The Chopsticks (en)
- Cheng Pei-pei
- Tina Leung
- Roy Chiao

## Chansons

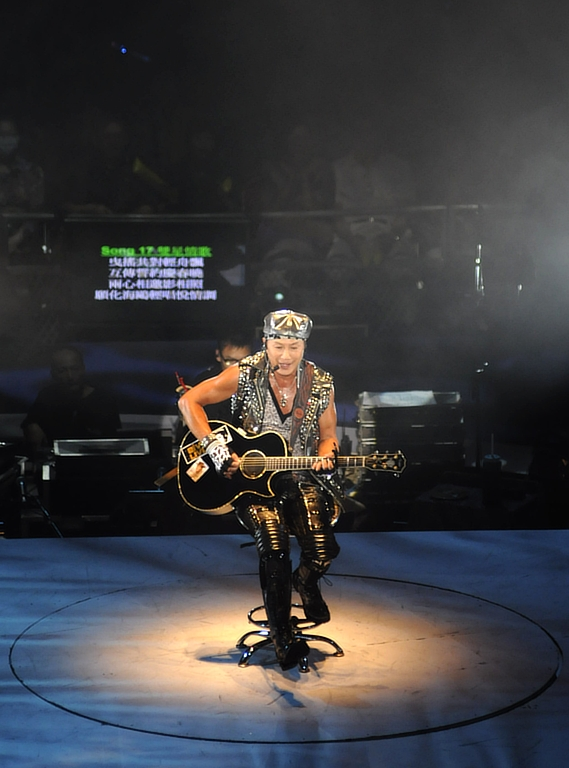
L'émission est également à l'origine de l'engouement pour la cantopop avec la chanson Tie Ta Ling Yun de Sam Hui.

La fin de chaque épisode de l'émission est marquée par une chanson chantée par Sam Hui sur un clip vidéo.
- I'll Never Fall in Love Again （chantée avec Esther Chan）
- Love Story
- Circle Game
- A Carnation for Rebu
- Both Sides Now
- Your Song
- Kisses Sweeter Than Wine （chantée avec Michael Hui）
- All I Ever Need is You （chantée avec Frances Yip (en)）
- Once There Was a Love
- If I Were a Carpenter (chantée avec Michael Hui）
- My Sweet Lord
- Vincent
- When I'm Sixty Four (chantée avec Michael Hui）
- Morning Has Broken
- Look What They've Done To My Song
- Until It's Time For you To Go
- Too Beautiful to Last
- Beautiful in the Rain
- Interlude
- Windy
- Call Me
- Downtown
- Music To Watch Girls By
- Do You know the Way to San Jose
- My Cherry Amour
- I Say A Little Prayer
- Just a River Separating the Horizon (只是一水隔天涯) + Trace of Love
- What the World Needs Now is Love
- Lingyun Tower (鐵塔凌雲)
- Puppy Song (chantée avec Michael Hui）
- For All We Know (chantée avec Rebecca Fleming)